# 金丸麻子
金丸 麻子（かねまる あさこ）は、日本のシャンソン歌手。

## 略歴・人物
NHKアクターズゼミナール、東京演劇アンサンブルを経て昴演劇学校へ進む。在学中シャンパーニュオーナーであり訳詞家の矢田部道一と出逢い、1993年5月シャンソン歌手デビュー。
矢田部道一訳詞のシャンソンを数多くレパートリーとしている。シャンパーニュ
ではマスコットヴォーカルシャンソニエ鳩ぽっぽでは最後の女性レギュラー歌手をつとめる。マヴィ、ブン、等 多くのシャンソンのライブハウスに出演。
2015年よりゴスペルを歌う。
2019年「シャンソンはどこに」スタート。